# پترومین
پترومین (انگلیسی: Petromin) شرکت نفت عربستانی است، که در سال ۱۹۶۸ تأسیس شد.
شرکت پترومین یک شرکت تولید محصولات روانکار و خدمات خودرویی در عربستان سعودی است که در زمینه روغن‌های روان‌کننده از جمله روغن‌ها و روان‌کننده‌های تولیدی، صنعتی و خودرو، خدمات خودرو (پترومین اکسپرس)، خرده‌فروشی سوخت و نمایندگی‌های فروش خودرو فعالیت می‌کند. این شرکت یکی از «بازیگران اصلی پیشرو» صنعت گریس روان‌کننده است.